# Certosa di San Girolamo di Casara
La Certosa di San Girolamo di Casara è stata il centro monastico certosino di Bologna, sorto nel Trecento nella zona a ponente della città e adibito a pubblico cimitero all'inizio dell'Ottocento.

## Storia e formazione del complesso della Certosa
La Certosa di Bologna sorse su un'ampia area occupata fino dal V secolo a.C. da una necropoli dell'antica Felsina, che fu rinvenuta solo all'inizio del XIX secolo, nei lavori di trasformazione del complesso in cimitero. Agli inizi del XIV secolo il giureconsulto Giovanni d'Andrea donò ai certosini i terreni di sua proprietà perché vi costruissero il loro insediamento monastico che fu intitolato a San Girolamo. La prima pietra fu posta e benedetta il 17 aprile 1334 e la costruzione venne portata avanti grazie a varie offerte e donazioni. Nel 1350 il monastero poteva dirsi compiuto, poco più tardi, nel 1359 fu consacrata la chiesa. Entro il 1367 furono completate anche le mura di recinzione intorno al monastero.
Alla metà del Quattrocento il papa Nicolò V, devoto al certosino Beato Nicolò Albergati di Bologna, promosse un ampliamento del complesso, di più ampio respiro, mentre tra la fine del XVI secolo e l'inizio del successivo altri interventi fecero della Certosa di Bologna uno dei più vasti e raffinati monasteri dell’ordine certosino che coinvolsero anche la chiesa, come approfondito più avanti. Con la soppressione degli ordini monastici, anche il monastero fu soppresso nel 1797 e i monaci lasciarono la Certosa. Utilizzata dapprima per alloggi militari, all’inizio del XIX secolo la Commissione di Sanità del Reno decise di utilizzare il complesso, dotato di vasti chiostri e di altri grandi spazi, quale Cimitero comunale. Dopo aver pubblicato i regolamenti sanitari e le prescrizioni per le tumulazioni si procedette ai lavori che portarono all'apertura di esso nel 1801.
L’antica distribuzione del monastero è ancora almeno in parte leggibile poiché, inizialmente, per l'adeguamento del complesso a cimitero, si volle utilizzare la preesistenza senza stravolgerla anche se più tardi si intervenne con maggiori trasformazioni. Oltre alla Chiesa di San Girolamo rimangono pressoché integri i chiostri rinascimentali e quelli minori; la sala capitolare è solo in parte riconoscibile nell'attuale Sala della Madonna dell’Asse, il Chiostro del Capitolo corrisponde ora al Chiostro delle Madonne o dell’Ossario, e il Refettorio fu trasformato nella Sala della Pietà, e restano tracce del Recinto delle Monache e dei Sacerdoti, della Chiesuola della Madonna del chiostro d’ingresso. Del XVI secolo sono il Chiostro della Cappella, ampliamento dell’originario chiostro trecentesco, e il Chiostro detto del Cinquecento. Rimane testimonianza anche delle case-cella dei certosini, oggi riconoscibili in piccoli volumi collegati in serie da portici visibili anche da alcune delle loro coperture.

## La Chiesa di San Girolamo

### Vicende costruttive
L'edificio fu iniziato nel 1334 e consacrato nel 1359 dal vescovo Giovanni Nasio. È visibile ancora la facciata medievale in mattoni a vista coronata da archetti trilobati su colonnine pensili, modificata dalle grandi finestre circolari che sostituiscono le originali monofore archiacute e parzialmente nascosta dal portico ampliato nel 1768 con il monumentale ingresso a cinque arcate di ordine tuscanico, opera di Gian Giacomo Dotti.
Le statue in terracotta presenti nelle nicchie sulla facciata della chiesa, raffiguranti il re Davide e la regina Ester, sono opera di Gabriele Brunelli e provengono dalla alla soppressa confraternita del Buon Gesù.
L'interno è articolato su un'inconsueta pianta a T rovesciata, poiché nel Cinquecento si aggiunsero al corpo trecentesco due cappelle all'ingresso, a destra e a sinistra, che formarono una sorta di transetto in posizione opposta rispetto al consueto. Presumibilmente all'inizio del Quattrocento erano già state aggiunte le cappelle addossate al lato settentrionale. La copertura è a volte a crociera costolonate, adornate da una decorazione quattrocentesca, che si ripeté anche nelle cappelle cinquecentesche. Il piccolo campanile del XIV secolo fu sostituito da uno nuovo e grandioso, costruito nel 1611 ad opera di Tommaso Martelli, interessante per le diverse decorazioni dei suoi livelli: in quello inferiore larghe paraste angolari e finestre rettangolari su due lati; negli altri tre piani, paraste binate di ordine dorico, ionico e composito ed arcate cieche eccetto che nel terzo dove sono bifore di tradizione quattrocentesca. La torre è coronata da una cornice composita, da una balaustrata e da coppie di pinnacoli, ed in cima la piramide della guglia.
Nella cella campanaria è alloggiato un pesante concerto di 4 campane, così caratterizzato:
- 1ª Campana (Grossa):
  - Nota: Mi3; diametro: cm 121,3; fonditore: Giovanni Domenico Dinarelli; anno: 1666; peso: circa kg 1200
- 2ª Campana (Mezzana):
  - Nota: Sol3; diametro: cm 102,4; fonditore: Giacomo Calderari; anno: 1607; peso: circa kg 700
- 3ª Campana (Mezzanella):
  - Nota: La3; diametro: cm 88,8; fonditori: Luigi Censori e Giovanni Battista Bonettini; anno: 1683; peso: circa kg 500
- 4ª Campana (Piccola):
  - Nota: Si3; diametro: cm 77,7; fonditore: Antonio Censori: anno: 1597; peso: circa kg 350

Il concerto è in tonalità minore, accordo che notoriamente suscita malinconia e mestizia rispetto all' "allegro" tono maggiore (l'intonazione più diffusa nei concerti di campane bolognesi), ed è inutile dire che questa caratteristica si rivela più che mai adatta al contesto cimiteriale in cui la chiesa è ubicata.
I bronzi, intelaiati su di un funzionale castello in legno, sono inceppati alla maniera bolognese, per essere suonati manualmente "a doppio" dai maestri campanari nelle occasioni solenni (con non poca difficoltà visto il peso e la pronunciata "onda" della torre). Le tre campane maggiori sono dotate di un impianto di elettrificazione a catene per l'esecuzione dei segnali a distesa, isolabile con facilità dai bronzi per consentire l'uso manuale; sono presenti anche gli elettropercussori per le suonate a tocchi (specialmente quelle funebri).

### Interno
La chiesa conserva un notevole patrimonio d'arte. La chiesa doveva avere una decorazione trecentesca ed anche una tavola posta all'altare maggiore, di cui però non si ha notizia. La prima opera documentata all'altar maggiore è il sontuoso polittico di Antonio e Bartolomeo Vivarini, ora conservato presso la Pinacoteca Nazionale di Bologna, destinato appunto a sostituire quello medievale, voluto nel 1450 dal papa Nicolò V in onore del Beato Nicolò Albergati, priore del convento dei Certosini dal 1407 al 1417. La chiesa era ornata anche di un coro, opera del 1488 di Melchiorre Provenzale, che fu distrutto nel 1527 dai Lanzichenecchi di Carlo V. L'attuale prezioso coro ligneo, ricostruito nel 1538-1539 da Biagio de Marchi ha un aspetto più quattrocentesco che cinquecentesco dato che quest'ultimo utilizzò con ogni probabilità i cartoni delle raffinate tarsie precedenti e forse qualche pezzo sopravvissuto.
La maggior parte dell'aspetto decorativo attuale, realizzato tra tardo Cinquecento e inizio Seicento spetta però all'iniziativa di Giovan Battista Capponi, che resse il Convento dal 1588 al 1613 e che volle realizzare un apparato decorativo in linea con i dettami della Controriforma che interessò il presbiterio e le due cappelle di San Girolamo e di San Giovanni Battista presso l'ingresso. Protagonista di questi interventi fu, per primo, Bartolomeo Cesi che aveva già decorato la Foresteria nuova e che, nell'ultimo decennio, si occupò della Cappella absidale, per la quale l'artista realizzò tre pale inerenti alla Passione di Cristo con, da sinistra, l'Orazione nell’Orto, la Crocifissione e la Deposizione. Al di sopra ed intorno il pittore eseguì, a buon fresco, memore delle sue esperienze toscane, Storie bibliche e Ritratti di monaci certosini a figura intera. Nella parte frontale dell'arco di accesso sono raffigurati san Paolo e san Pietro ed altri santi sono rappresentati nel sottarco.
Poco più tardi si situa l'intervento di Agostino e Ludovico Carracci che realizzano le pale d'altare per le cappelle all'ingresso, l'uno la Comunione di San Girolamo per la cappella eponima, l'altro la Predica del Battista (datata e firmata 1592) per quella di San Giovanni. Entrambe si trovano ora alla Pinacoteca Nazionale, ma la prima è sostituita in loco da una buona copia ottocentesca di Clemente Alberi. La Cappella di San Giovanni Battista fu poi dedicata a San Bruno in occasione dell'estensione del suo culto a tutta la Chiesa, nel 1623, per volere di Gregorio XV e la pala di Ludovico Carracci fu spostata nell'attuale Cappella di San Giuseppe e sostituita dalla Visione di San Bruno di Guercino, del 1647, anch'essa oggi in Pinacoteca e sostituita dal San Bruno circondato da sei Beati certosini attribuito a Bartolomeo Cesi ma ridipinto nell'Ottocento da Filippo Pedrini. Dopo la cancellata, sul tramezzo che separava la chiesa esterna da quella interna, erano altre due opere di Ludovico Carracci, la Flagellazione e la Coronazione di spine, anch'esse in Pinacoteca.
Un'altra importante fase decorativa corrisponde al priorato del ferrarese Daniele Granchio, dal 1644 al 1660. Il religioso commissionò un ciclo inerente alla Vita di Cristo ad alcuni dei più importanti pittori attivi allora a Bologna: Francesco Gessi eseguì La cacciata dei mercanti dal Tempio e La Pesca Miracolosa (1648) nella navata, Giovan Andrea Sirani realizzò La Cena in casa del Fariseo (1652) e la figlia Elisabetta Sirani dipinse Il Battesimo di Cristo (1658) nella Cappella di San Girolamo; Lorenzo Pasinelli eseguì Il Cristo che appare alla madre assieme ai santi Padri liberati dal Limbo (1657) e l’Ingresso di Cristo in Gerusalemme (1658) anch'essi nella navata. mentre Giovanni Maria Galli Bibiena La resurrezione di Cristo (1657) e Domenico Maria Canuti Il Giudizio Universale (1658) per la Cappella di San Bruno. Era parte di questo ciclo anche una Natività (1644) di Nunzio Rossi, pittore napoletano trasferitosi a Bologna per perfezionarsi presso la scuola di Guido Reni. La sua opera, posta originariamente sulla controfacciata della chiesa, è oggi, dopo il restauro, in Palazzo d’Accursio. Nella settecentesca sagrestia è La Vergine e il Bambino in gloria, la Maddalena e Sant’Ugo di Giovan Girolamo Bonesi e il Beato Nicolò Albergati appare in sogno a Tommaso Sarzana di Ercole Graziani, allievo di Donato Creti. Il corredo pittorico comprendeva altre opere poi trasferite alla Pinacoteca Nazionale: Giovanni Maria Viani realizzò per il Refettorio un San Bruno e una Beata Rosolina per il Capitolo, dove era anche il dipinto di Ubaldo Gandolfi con San Francesco di Paola, mentre Giuseppe Maria Crespi eseguì tre piccoli dipinti (una Santissima Trinità, una Madonna e Santi e una Sant’Orsola).